# Courbe de prestation
 (janvier 2018).
Si vous disposez d'ouvrages ou d'articles de référence ou si vous connaissez des sites web de qualité traitant du thème abordé ici, merci de compléter l'article en donnant les références utiles à sa vérifiabilité et en les liant à la section « Notes et références ».
Les courbes de prestation d'un voilier sont souvent représentées sous la forme d'une polaire : il s'agit d'un graphique circulaire gradué sur 360º, sur lequel est tracée la vitesse du navire en fonction de l'angle d'incidence réel du vent par rapport au navire, et de la vitesse réelle du vent (une courbe correspond à une vitesse de vent). 
Les logiciels de routage font appel à ces polaires comme fichiers d'entrée, afin de calculer la meilleure route à emprunter pour relier deux positions en un minimum de temps, au regard des performances du navire dans différentes conditions de vent.